# Lagh da Val Viola
Der Lagh da Val Viola (alpinlombardischer Dialektname, italienisch Lago di Val Viola, deutsch Val Viola-See) ist ein Bergsee auf 2159 m ü. M. im Val da Camp auf Gemeindegebiet von Poschiavo im Schweizer Kanton Graubünden. 

## Lage
Der See liegt im Val Viola, dem obersten Talabschnitt des Val da Camp, unterhalb des Pass da Val Viola. Auf der italienischen Seite dieses Passes liegt ein gleichnamiger See Lago di Val Viola (2267 m ü. M.), benannt nach dem dortigen Val Viola Bormina. Eine kleine Insel ist über einen Damm erreichbar.
Der Lagh da Val Viola ist grösser und etwas unbekannter als der leicht tiefer gelegene, ca. 900 m entfernte Lagh da Saoseo.

## Zugang
Der See ist nur zu Fuss über Wanderwege erreichbar. Ein Rundweg führt von der Alp Camp (im Sommer per Postauto-Kleinbus erreichbar, für den Individualverkehr ohne Bewilligung gesperrt) in rund zwei Stunden zum Lagh da Saoseo und zum Lagh da Val Viola. Ab Sfazù an der Berninapassstrasse führt eine rund fünfstündige Rundwanderung zu den beiden Seen.